# Mテック
株式会社Mテック（エムテック）は、千葉県浦安市舞浜にあるオリエンタルランドグループの企業の一つである。

## 沿革
- 2005年7月29日　テーマパーク内遊技施設のメンテナンスを行う会社として、オリエンタルランドの100%出資子会社として設立（従来は外部の専門業者に委託していた）